# Jean-Jacques Sempé
Jean-Jacques Sempé, conosciuto semplicemente come Sempé (Bordeaux, 17 agosto 1932 – Ampus, 11 agosto 2022), è stato un illustratore francese.

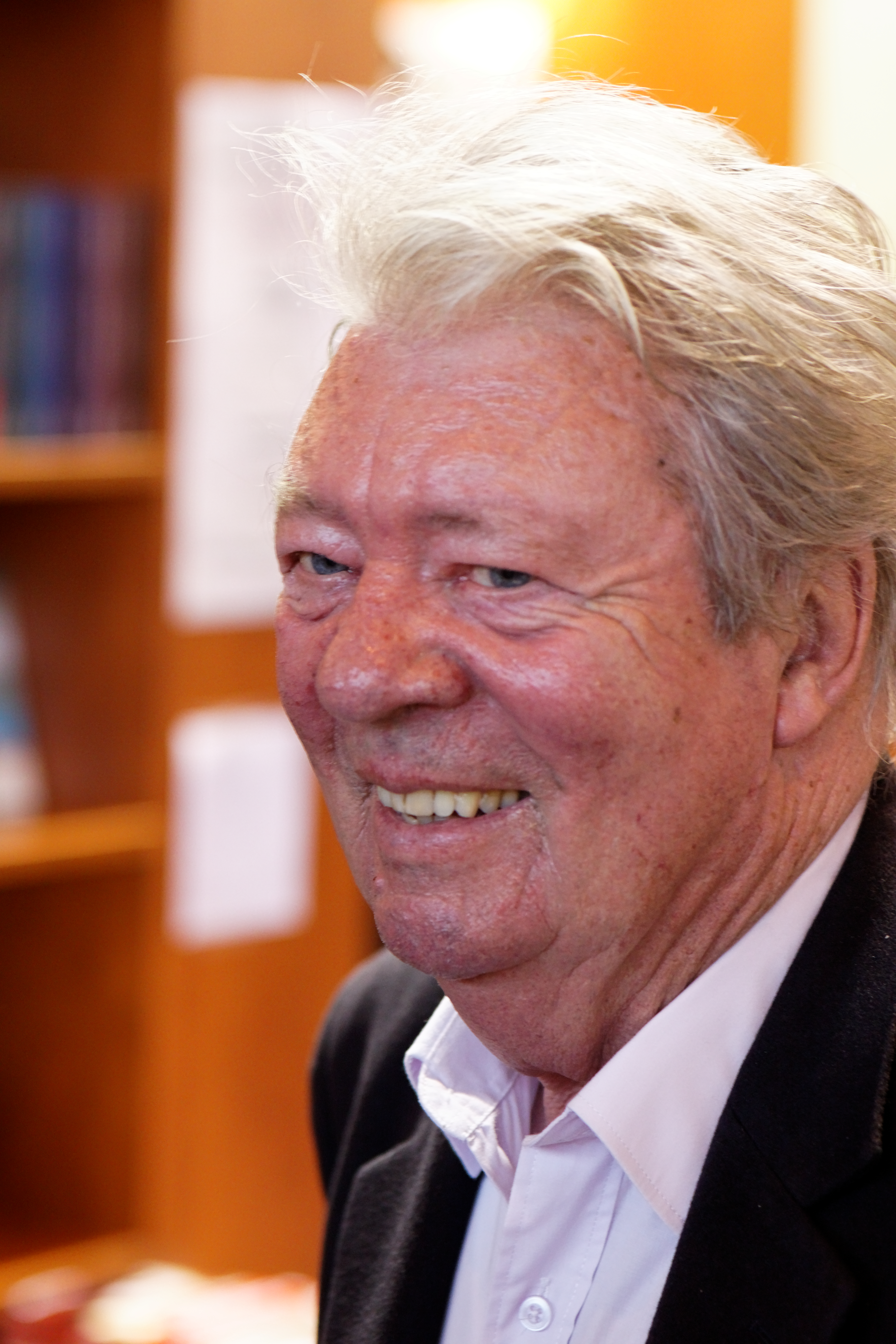
Jean-Jacques Sempé (2011).

Divenne famoso quale illustratore dei libri per bambini della serie Le petit Nicolas.
Era padre della designer Inga Sempé.

## Biografia
Sempé cominciò la sua carriera di disegnatore umoristico sulla stampa, pubblicando saltuariamente alcuni disegni sulle riviste francesi Sud Ouest, Le Rire, Noir et Blanc, Ici Paris mentre faceva il servizio militare nella regione parigina.
Il successo giunse a partire dal 1957, quando cominciò a collaborare regolarmente con Paris Match, New York Times, New Yorker e altri. A partire dal 1960 pubblicò quasi ogni anno un album di disegni con la Denoël. 
Fu anche autore dei libri della serie Le petit Nicolas, in collaborazione con René Goscinny, e del personaggio di Marcellin Caillou.

## Pubblicazioni

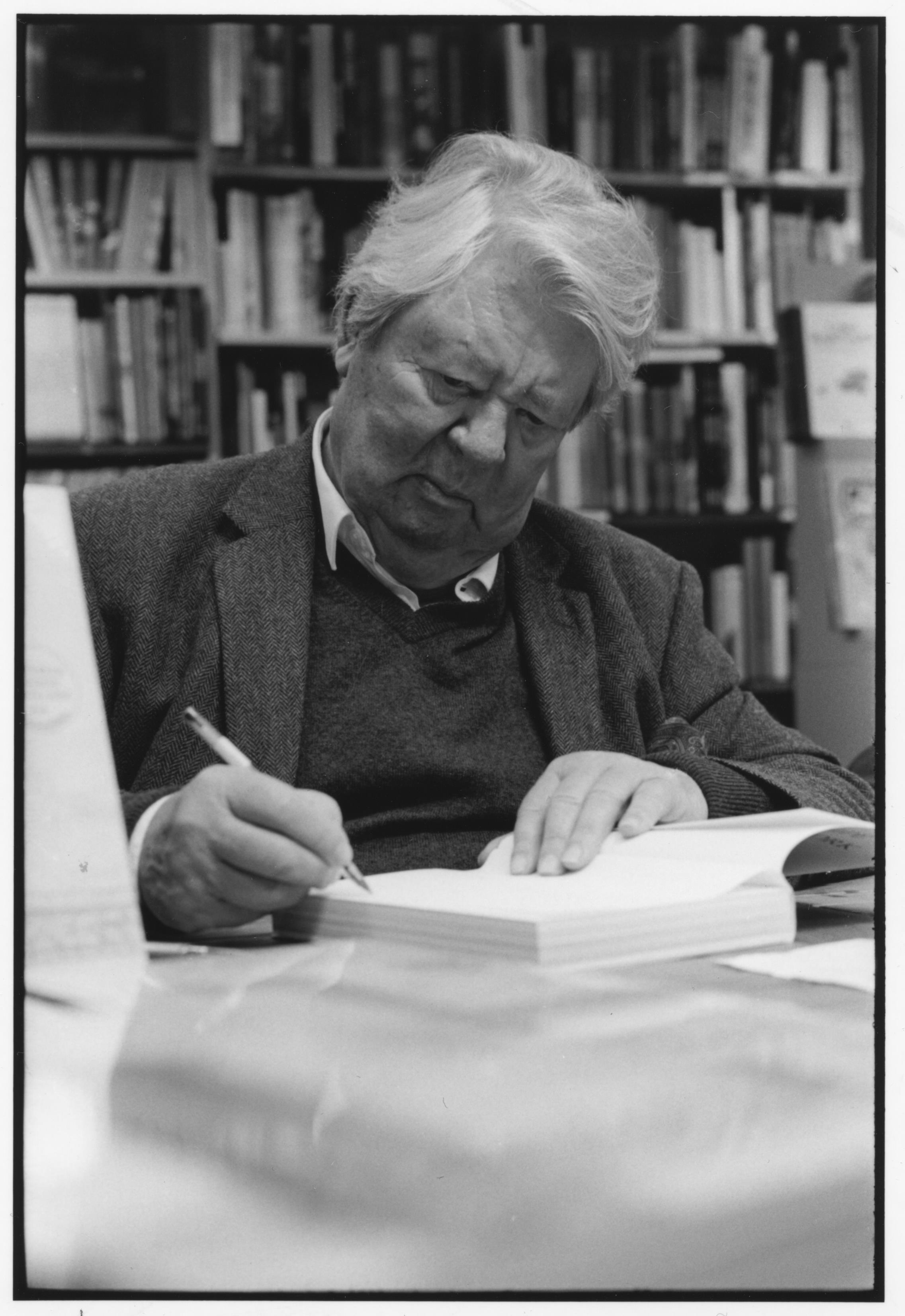
Jean-Jacques Sempé nel 2016 in uno scatto di Olivier Meyer

### Grandi album Denoël
- Rien n'est simple (1961)
- Tout se complique (1962)
- Sauve qui peut (1964)
- Monsieur Lambert (1965)
- La grande panique (1966)
- Saint Tropez (1968)
- L'information consommation (1968)
- Marcelin Caillou (1969)
- Des hauts et des bas (1970)
- Face à face (1972)
- Bonjour bonsoir (1974)
- L'ascension sociale de Monsieur Lambert (1975)
- Simple question d'équilibre (1977)
- Un léger décalage (1977)
- Les musiciens (1979)
- Comme par hasard (1981)
- De bon matin (1983)
- Vaguement compétitif (1985)
- Luxe, calme et volupté (1987)
- Par avion (1989)
- Vacances (1990)
- Ames sœurs (1991)
- Insondables mystères (1993)
- Raoul Taburin (une bicyclette à propos de son père) (1995)
- Grands rêves (1997)
- Beau temps (1999)
- Multiples intentions (2003)
- Sentiments distingués (2007)

### Le petit Nicolas
(Sceneggiatura: René Goscinny)
- Le Petit Nicolas - 1960
- Les Récrés du petit Nicolas - 1961
- Les Vacances du petit Nicolas - 1962
- Le Petit Nicolas et les copains - 1963
- Le Petit Nicolas a des ennuis - 1964
- Histoires inédites du Petit Nicolas - 2004 - ISBN 2-915732-00-0
- Histoires inédites du Petit Nicolas, volume 2 - 2006

### Marcellin Caillou
- Marcellin Caillou - 1969

### Inediti - raccolte
- En avant -1967 - Pauvert
- Quelques manifestants - 1983 - ISBN 2-207-22943-2
- Quelques enfants - 1983 - ISBN 2-207-22942-4
- Quelques jours de congé - 1984 - ISBN 2-207-23010-4
- Quelques vices impunis - 1986 - ISBN 2-207-23798-2

- Quelques romantiques - 1986 - ISBN 2-207-23288-3
- Quelques représentations - 1987 - ISBN 2-207-23420-7
- Quelques concerts - 1987 - ISBN 2-207-23421-5
- Catherine Certitude (con Patrick Modiano) - 1988 - ISBN 2-07-056423-1
- Quelques artistes et gens de lettres - 1989
- Quelques citadins - 1989 - ISBN 2-207-23579-3
- Quelques sentiments de culpabilité - 1991 - ISBN 2-207-23860-1
- Quelques meneurs d'hommes - 1991 - ISBN 2-207-23087-2
- L'histoire de Monsieur Sommer (con Patrick Süskind) - 1991 - ISBN 2-07-056615-3
- Quelques philosophes - 2002 - ISBN 2-207-25373-2
- Le monde Sempé	- 2002 - ISBN 2-207-25399-6
- Un peu de Paris - 2001
- Un peu de la France - nov 05 (aquarelles sans texte)
- SEMPE: edizione limitata a 500 esemplari nel 1998 che riproduce 51 disegni inediti o copertine del "New Yorker"; formato 30x25 cm (edizione Galleria Martine GOSSIEAUX a Parigi)
- SEMPE: edizione limitata a 500 esemplari nel 2000 che riproduce 61 disegni inediti; formato 28x22 cm (edizione Galleria Martine GOSSIEAUX a Parigi)
- SEMPE: edizione limitata a 900 esemplari nel 2004, senza testi, che riproduce 40 disegni in parte inediti: formato 33x24 cm (edizione Galleria Martine GOSSIEAUX a Parigi)